# 金·布倫南
金伯利·「金」·布倫南（英語：Kimberley "Kim" Brennan；1985年8月9日—），旧姓克罗（Crow），是一名澳大利亚女子赛艇运动员，获得2012年伦敦奥运会女子单人双桨铜牌、双人双桨银牌（搭档布鲁克·普拉特利），以及2016年里约奥运会女子单人双桨金牌（7:21.54）。